# Hà Tây quê lụa
"Hà Tây quê lụa" là một bài hát tiếng Việt mang nội dung quê hương – đất nước thuộc thể loại trữ tình được sáng tác năm 1965 của nhạc sĩ Nhật Lai. Ca khúc được sử dụng làm nhạc hiệu của Đài Phát thanh – Truyền hình Hà Tây (tỉnh Hà Tây cũ) trong nhiều năm và được coi là một trong những tác phẩm được đón nhận nhiều nhất của Nhật Lai.

## Lịch sử
Trong những năm sống ở khu tập thể văn công Cầu Giấy, nhạc sĩ Nhật Lai thường có sở thích đi săn bắn chim ở các khu vực ngoại thành Hà Nội và đôi khi ra đến Hà Tây. Ông thường đi cùng Lư Nhất Vũ, một người bạn thân thiết. Họ đi nhiều địa danh tại Hà Tây như Khu Cháy, Đan Phượng, Suối Hai, Cầu Giẽ, những địa phương mà về sau Nhật Lai đều điểm tên trong "Hà Tây quê lụa". Bài hát hoàn thành năm 1965, cũng là năm tỉnh Hà Tây được thành lập.
Sau khi hoàn thành bài hát, Nhật Lai ngồi đệm đàn và hát cho những người bạn để giới thiệu ca khúc mới sáng tác của mình. Nhưng vì không chấp nhận được giọng hát pha giữa Phú Yên và Hà Nội nên ca sĩ Quốc Hương ngay lập tức tranh phần hát lại ca khúc. Cũng theo Lư Nhất Vũ, sau khi "Hà Tây quê lụa" được thu âm tại Đài tiếng nói Việt Nam, ông đã phải đứng ra làm người phân xử khi chính Nhật Lai và Quốc Hương tranh cãi vì vấn đề lời bài hát. Cụ thể, Quốc Hương liên tục hát là "chớ chê" thay vì "chở che" như trong lời bài hát.
Bài hát qua phần trình bày của Quốc Hương đã liên tục nhận được sự đón nhận và quan tâm từ công chúng. Năm 2016, "Hà Tây quê lụa" được phối lại bởi nhạc sĩ Trần Thanh Phương và do ca sĩ Đông Hùng thể hiện trong chương trình Giai điệu tự hào. Trong bản phối này, Đông Hùng sẽ hát cùng giọng hát trong bản thu âm nhiều năm về trước của Quốc Hương.

## Nội dung
"Hà Tây quê lụa" nêu những nét đặc trưng về sản vật truyền thống Hà Tây như lụa Vạn Phúc, truyền thống văn hiến của quê hương Nguyễn Trãi, truyền thống võ thuật của các thanh niên trai trẻ khu vực Cầu Giẽ, cùng với những chiến tích của Hà Tây với Hà Nội đương thời trong cuộc chiến tranh Việt Nam.

## Nhận định

### Cấu trúc và giai điệu
Về lối sử dụng giai điệu, "Hà Tây quê lụa" được nhận định là có liên quan mật thiết với dân ca đồng bằng Bắc Bộ vì vai trò của điệu thức ngũ cung không bán âm được khẳng định. Về mặt cấu trúc, bài hát được sáng tác ở hình thức hai đoạn đơn không cân xứng (ab) với đoạn b phát triển đáng kể về cả âm khu và độ dài. Nét nhạc "Hà Tây – cửa ngõ thủ đô" được nhắc lại như một điệp khúc, được xem là vận dụng từ dân ca. Giai điệu nhảy trên các quãng 4, quãng 5 và quãng 8 đồng thời luân phiên giữa hai nhịp 3
4 và 2
4, đi kèm thêm các nốt hoa mỹ thêu lướt mang đặc tính của vùng đồng bằng Bắc bộ. Năm câu thơ của đoạn a dừng trên các bậc khác nhau trong thang âm ngũ cung mà bài hát sử dụng, chỉ cuối đoạn a mới xuất hiện thêm âm thứ sáu, được lí giải như sự kết hợp nối tiếp hai thang âm ngũ cung không bán âm.

### Trong văn hoá đại chúng
"Hà Tây quê lụa" được xem là một trong những ca khúc có được tiếng vang sớm nhất trong phong cách âm nhạc trữ tình thời chiến tại Việt Nam. Nhạc sĩ Phạm Đình Sáu từng cho rằng Hà Tây phải là "quê hương thứ hai hoặc thứ ba" của Nhật Lai thì ông mới viết nên được ca khúc như vậy. Theo đánh giá của giới nghiên cứu âm nhạc tại quốc gia mà bài hát được viết, "Hà Tây quê lụa" được coi là tác phẩm "đặc sắc của tâm hồn" Nhật Lai. So với nhiều tác phẩm được sáng tác trong thời kì Chiến tranh Việt Nam ở miền Bắc hầu hết đều mang âm hưởng "hào hùng" thì "Hà Tây quê lụa" có một giọng điệu khác biệt khi mang tính "trữ tình".
Nhiều người cho rằng bài hát này là "tượng đài âm nhạc" của tỉnh Hà Tây thì nghĩ rằng Nhật Lai phải là người miền Bắc, nhưng thực ra ông là người Phú Yên và còn được mệnh danh là "nhạc sĩ Tây Nguyên". Người dân Hà Tây cũ mà nay thuộc Hà Nội vẫn xem "Hà Tây quê lụa" là “tỉnh ca” (bài hát đại diện cho tỉnh) dù tỉnh này đã bị sáp nhập. Trước đó, bài hát được làm nhạc hiệu phát mỗi ngày dưới giọng ca của Quốc Hương trên Đài phát thanh – truyền hình Hà Tây trong nhiều năm.
"Hà Tây quê lụa" cũng đã xuất hiện trong chương trình MV yêu thích của VTV, một chương trình có nội dung giới thiệu khán giả truyền hình các thông tin về tác giả, hoàn cảnh ra đời và những câu chuyện liên quan đến các ca khúc được trình chiếu. Bài hát vẫn được sử dụng làm tiết mục văn nghệ kỉ niệm 10 năm tỉnh Hà Tây sáp nhập.